# Savate
Savate (francoska izgovorjava: [sæ'væt]) je francoska borilna veščina, ki izvira iz 17. stoletja.

## Zgodovina

### Od sokolske vadbe do Savate zveze Slovenije
Evropski - francoski šport savate morda nadaljuje tradicijo 2700 let starega tekmovalnega olimpijskega brcoboksa imenovanega Pankration, ki je obenem tudi najstarejši tekmovalni borilni šport na svetu, ki je kot antični šport uporabljal tako nožne, kot tudi ročne udarce. Verjetno se je v Sloveniji savate v ranih oblikah vsaj v okviru Napoleonove vojske prakticiral v takratnih Ilirskih provincah s sedežem v Ljubljani. Naslednjo širitev savata na naša področja izvede sokolsko gibanje s Tyrševo telovadbo in Vaničekovim vplivom. Tako na Balkan iz Češke in Slovaške širijo sokoli prvine savata kot skupinske vadbe in kompetitivno savate obliko brcoboksa ter borjenja s palico. Kapetan Nikolajevič pripadnik srbskega sokola je leta 1914 napisal knjigo Boks francoski ali angleški (Boks francuski ili engleski). Na Hrvaškem pa je sokol Schultze, v Zagrebu 1920 objavil iz češkega jezika v prevedeno knjigo Jindricha Vaničeka Pestenje (Šakanje). V Sloveniji je isto delo Jindricha Vaničeka prevedel ljubljanski sokol Bojan Drenik (sin Frana Drenika) v letu 1934 v knjigi Pestenje in borenje z dolgo palico. V Sloveniji so sokoli v večjih skupinah tudi trenirali savate in ne samo pisali knjige ali kot posamezniki obiskovali tečaje v tujini.
Uvod iz knjige Bojana Drenika razkriva da so se slovenski sokoli učili savata na slavnosti s češkimi sokoli v Celju leta 1897. Z batonom - dolgo palico pa je nastopil Ljubljanski Sokol pri javni telovadbi 8. aprila 1906. V smislu množičnosti in organizirane vadbe je verjetno slovenski savate v okviru sokola celo prednjačil v regiji.
Po 2. svetovni vojni, se savate trenira v Jugoslaviji samo še ljubiteljsko vse do leta 1976. Tekmovalno ga zopet postavi na noge francoski inštruktor Daniel Wehr, ki deluje v Zagrebu. Savate tekmovalni klubi in sekcije se pojavijo v Zagrebu, Reki, Crikvenici, Splitu, Osijeku, Novem Sadu, Beogradu, Kikindi, Rumi, Zemunu, Kragujevcu, Podgorici, Nikšiču, Peči, Borovu, Varaždinu, Ptuju in Ormožu. V Slovenijo savate tekmovalne in netekmovalne oblike vadbe prineseta brata Obreza, ki veljata za slovenska pionirja savata kot tekmovalnega športa oz. borilnega samoobrambnega sistema. Jurij Obreza je specializiral tekmovalno disciplino francoski boks, Janez pa tekmovalno borjenje s palico imenovano v francoščini Canne de combat. V Sloveniji je Savate zveza ustanovljena v aprilu 2003 in v letu 2004 postane članica Olimpijskega komiteja Slovenije razvrščena med splošna športna združenja izven obsega vrhunskega športa. V letu 2007 prevzame vlogo usposabljanja športnikov v Savate zvezi Slovenije Jurij Obreza, ki po priznanju le teh na Ministrstvu pristojnem za šport , Olimpijskem komiteju Slovenije in Fakulteti za šport začnejo teči v dveh 4 letnih ciklusih ESS in se kot brezplačni ponudijo bodočim slovenskim trenerjem. V tem času izzide tudi slovenska knjiga o savatu, kjer določene vsebine iz francoščine v slovenščino prevaja Savate zveza Slovenije tudi s finančno pomočjo Francoskega inštituta Charles Nodier. Leta dokazovanj, odrekanj in številnih rezultatov slovenskih tekmovalcev nagradi tudi mednarodna športna skupnost Sportaccord v 2010 s sprejetjem panoge savate in FISav - Mednarodne savate zveze v družino vrhunskih športov. V istem letu temu sledi še priznanje savate panoge v Olimpijskemu komiteju Slovenije in vzpostavitev prvih kategorizacijskih meril za vrednotenje mednarodnih športnih rezultatov. Tekmovalci Savate zveze Slovenije se v letu 2010 udeležijo tudi 1. Svetovnega univerzitetnega svetovnega prvenstva FISU v Nantesu v Franciji kjer osvojijo kar 4 bronaste in eno srebrno medaljo. Sledi sprejem na Brdu pri Kranju za najuspešnejše univerzitetne dosežke s predsednikom Turkom in ministrom Golobičem. V letu 2010 se prične tudi prvo sofinanciranje Savate zveze Slovenije iz naslova MŠŠ in FŠO. V tem letu mag. Janez Obreza v Parizu postane generalni sekretar FISav - Mednarodne savate zveze, Jurij Obreza pa naslednje leto v Bruslju postane znotraj Mednarodne univerzitetne športne zveze TC - FISU savate, kar pomeni organizator Svetovnih univerzitetnih savate prvenstev FISU.    
V letu 2011 je Janez Obreza kot edini Slovenec prisoten na srečanju vseh svetovnih športnih panog Sportaccord (danes GAISF)  v Kanadi. 
Najuspešnejša savate športnica je nedvomno Nina Vehar, ki s kilometrino karateja, kikboksa v mladih letih le te nadgradi z učenjem savata kjer uspešno tekmuje vse od začetkov SVZS. Nina Vehar postane v letu 2010 svetovna savate prvakinja v polno-kontaktnem francoskem boksu ko v finalu premaga francosko tekmovalko Beauty Zarebo v kategoriji do 75 kilogramov. Sledi sprejem pri ministru za šport Igorju Lukšiču. V letu 2011 tako Nina Vehar postane Športnica Ljubljane in pa Bloudkova nagrajenka, kar savate šport postavi na zavidljivo mesto v slovenskem prostoru in prestolnici. Marina Dobnik uspešna savate tekmovalka (2. mesto SP 2010) postane prva profesorica savata z diplomo Fakultete za šport, ki jo zaključi z diplomsko nalogo "Sistem napredovanja v francoskem boksu - savate za otroke in mladostnike". Prva uradna edicija svetovne borilne olimpijade imenovane Combat games 2013 v Sankt Petersburgu v Rusiji prinese tudi uspeh naši Nini Vehar - 2. mesto - srebro kar je za 14 uradnih slovenskih borilnih športov najvišja uvrstitev na tem prestižnem tekmovanju. Zaradi tega uspeha jo sprejme tudi predsednik države g. Borut Pahor in francoski ambasador v Sloveniji. Leto 2014 prinese nove izzive in slovenski savate prisostvuje kreaciji Balkanske savate federacije. Finale evropskega prvenstva v francoskem boksu - polnem kontaktu pa naši najuspešnejši tekmovalki Nini Vehar prinese še zadnjo prestižno lovoriko evropske prvakinje v kategoriji do 70 kg. Za ta uspeh jo nagradi slovenska športna srenja s sprejemom pri predsedniku RS g. Borutu Pahorju, kjer se Nina tudi zahvali za vso dosedanjo podporo nekdanjemu predsedniku Olimpijskega komiteja Janezu Kocjančiču, ki je postal predsednik Evropskega olimpijskega komiteja. Slovenski savate v naslednjih letih niza medalje v vse večji mednarodni konkurenci in vse ostrejših merilih za borilstvo. V Ljubljani v okviru študentskega kampusa pridobi tudi savate panoga svoje prve trenažne prostore - dvorano z imenom - Borilnica sokola Bojana Drenika - Kampus. V letu 2018 praznuje Savate zveza Slovenije prvih 15 let svojega delovanja.

## Olimpijski savate
Evropske vojaške šole so skozi dolga stoletja uporabljale podobne principe poučevanja samoobrambe in mečevanja. Tako so se skozi bogato evropsko borilno tradicijo pojavili mnogi podrobni zapiski teh vadbenih metod in sistemov, njihov pravi in edini naslednik pa je Savate kot celostna borilna umetnost. V ostalih kulturah bi težko govorili o tako natančnem popisu in definiciji tehnik v pisanih virih, ki bi se ohranili in še danes veljali za uporabne.  
Zelo zanimiv avtorji del o savatu  in učitelji - profesorji v Franciji: Charles Lecour (1802-1894), Charles Charlemont, Leboucher. 
Savate se je skozi stoletja preoblikoval in leta 1900 kot skupinska vadba v letu 1924 pa kot individualni predstavitveni šport nastopi na OI v Parizu na prizorišču Val d'Hiver. 
Trenirala sta ga celo Ernesto Hoost (zmagovalec K1 turnirjev), ki je bil tudi evropski prvak in pa Jerome Le Banner (tudi zmagovalec K1 turnirjev), kakor tudi pokojni predsednik Svetovne karate zveze WKF , Jacques Delcourt. Francoski boks je nedvomno vplival na kasneje uveljavljene športe, ki so v Evropo prišli po 2. svetovni vojni – kot so športni karate, kikboks in ostale izvedenke teh športov. Predsednik srbske kikboks federacije Borisav Pelevič se lahko pohvali z mojstrsko srebrno rokavico v tem športu, ki jo je pridobil na francoskem inštitutu za šport INSEP, prav tako kot tudi legenda kikboks in muay thai športa slavne nizozemske Chakuriki šole Thom Harinck. V Sloveniji program testiranja rokavic teče vse od samih začetkov, bolj intenziven pa je v času potrjenih programov usposabljanja za nazive strokovnega kadra. Slovenska savate šola se je izoblikovala samostojno za razliko od britanskega, ameriškega, belgijskega in italijanskega sistema rokavic, ki se v marsičem razlikujejo, našim aktivnostim pa so sledili tudi sosedje na Hrvaškem in tudi v Srbiji.

## Treningi v Ljubljani
V Ljubljani potekajo treningi v specializiranih prostorih  Borilnica sokola Bojana Drenika - Kampus in prostorih pridobljenih na razpisih Mestne občine Ljubljana, ki je vse od začetkov savate športa v Ljubljani močan podpornik razvoja savate športa. K delovanju v Ljubljani je skozi vsa leta stala savate športu ob boku tudi Športna zveza Ljubljane in pa Univerzitetna športna zveza Ljubljane.
V Ljubljani treniramo vse oblike savate športa: savate - francoski boks lahki in polni kontakt, canne de combat - športno borjenje s palico - mečevanje 8tudi baton dolgo palico), glasbene forme in savate samoobrambo.

## Posebnosti
Zaradi posebnih obuval je v savatu uporabljena zelo učinkovita in hitra nožna tehnika, ki jo imenujemo boksanje z nogami. Prednost je predvsem v oprijemu obuval s tlemi, saj to omogoča hitrejše gibanje kot v bosonogih borilnih veščinah in dovoljeni so zelo učinkoviti udarci s konico obuvala ter s podplatom obuvala (piston kick - chasse) po nasprotnikovih nogah. Ročna tehnika je boksarska, kateri so dodani tudi izjemno koristni udarci v skoku, kar precej spremeni način treniranja ročno-nožnih kombinacij.
Ameriški režiser Olivier Gruner je posnel film Savate.

## Savate discipline
Sistem savate je široko usmerjen šport. Poleg francoskega boksa, ki je najbolj prepoznaven pokriva savate še umetnost mečevanja oziroma borbo s palico (canne de combat, baton), samoobrambo (savate defense) ter savate aerobno vadbo ob glasbi (savate forme). Savate zveza Slovenije po zgledu Savate zveze Francije sledi vadbi vseh 4 disciplin. 

## Tehnika francoskega boksa
Tehnike v francoskem boksu smo že v letu 2003 prevedli v Slovenščino, torej poslovenili in namesto opisnih oznak sestavljenih iz francoskih besed izboljšali terminologijo s kodami, ki se lažje in hitreje uporabljajo za popis kombinacij. Seveda je ta kodni sistem tudi v uporabi pri usposabljanjih v nazive Savate zveze Slovenije.
Sledimo pa z modificiranim izpitnim programom rokavic v francoskem boksu konceptu ki ga zasleduje Savate zveza Francije s to razliko, da manjkajočemu segmentu ročne tehnike dodajamo svoj del znanja kombinatorike/kombinacij ročne tehnike v povezavi z nožnimi tehnikami.
| rokavica       | stopnje | št. | vodilo borjenja          | trajanje            | zaključek |
| modra          | M1      | 15  | Zadanem in nisem zadet   | 1 sezona = 0,5 leta | 0,5 leta  |
| modra          | M2      | 14  | Zadanem in nisem zadet   | 1 sezona = 0,5 leta | 0,5 leta  |
| modra          | M3      | 13  | Zadanem in nisem zadet   | 1 sezona = 0,5 leta | 0,5 leta  |
| zelena         | Z1      | 12  | Nisem zadet in zadanem   | 1 sezona = 0,5 leta | 1 leto    |
| zelena         | Z2      | 11  | Nisem zadet in zadanem   | 1 sezona = 0,5 leta | 1 leto    |
| zelena         | Z3      | 10  | Nisem zadet in zadanem   | 1 sezona = 0,5 leta | 1 leto    |
| rdeča          | R1      | 9   | Nisem zadet in zadanem   | 1 sezona = 0,5 leta | 1.5 leta  |
| rdeča          | R2      | 8   | Nisem zadet in zadanem   | 1 sezona = 0,5 leta | 1.5 leta  |
| rdeča          | R3      | 7   | Nisem zadet in zadanem   | 1 sezona = 0,5 leta | 1.5 leta  |
| bela           | B1      | 6   | zadanem preden sem zadet | 2 sezoni = 1 leto   | 2.5 leti  |
| bela           | B2      | 5   | zadanem preden sem zadet | 2 sezoni = 1 leto   | 2.5 leti  |
| bela           | B3      | 4   | zadanem preden sem zadet | 2 sezoni = 1 leto   | 2.5 leti  |
| rumena         | Ru1     | 3   | preprečim zadetek        | 2 sezoni = 1 leto   | 3,5 leta  |
| rumena         | Ru2     | 2   | preprečim zadetek        | 2 sezoni = 1 leto   | 3,5 leta  |
| rumena         | Ru3     | 1   | preprečim zadetek        | 2 sezoni = 1 leto   | 3,5 leta  |
| srebrna        | S1      | +1  | enostavni scenariji      | 3 sezone = 1,5 leta | 5 let     |
| srebrna        | S2      | +2  | enostavni scenariji      | 3 sezone = 1,5 leta | 5 let     |
| srebrna        | S3      | +3  | enostavni scenariji      | 3 sezone = 1,5 leta | 5 let     |
| srebrna pro    | Sp1     | +4  | kompleksni scenariji     | 4 sezone = 2 leti   | 7 let     |
| srebrna pro    | Sp2     | +5  | kompleksni scenariji     | 4 sezone = 2 leti   | 7 let     |
| srebrna pro    | Sp3     | +6  | kompleksni scenariji     | 4 sezone = 2 leti   | 7 let     |
| srebrna častna | Sč      | +7  | predstavitev novitet     | 8 sezon = 4 leta    | 11 let    |

Izpitne tehnike v borjenju s kratko palico canne , sledijo podobnim usmeritvam z manjšimi razlikami saj je borjenje s palico malce različen sistem borjenja z orožjem od sistema francoski boks kjer se borimo z nogami in rokami. Izpitne stopnje se imenujejo palice.

## Oprema
Pred letom 2010 je bil v francoskem boksu - savate značilen enodelni integralni dres, ki je bil prepoznaven že od daleč, gibanje v njem pa je bilo ne glede na zunanji videz lahkotno kot v gimnastiki, veslanju in vse bolj popularnem teku. Po letu 2010 pa FISav dovoljuje dvodelne drese sestavljene iz ločenih ohlapnih hlač in majice, ki zamenjata staro podobo tega športa. Poleg že omenjenih čevljev se uporabljajo tudi rokavice, ki se kar precej razlikujejo od klasičnih rokavic za boks, saj so na dlaneh obložene z dodatno mehko podlogo za blokiranje nožnih udarcev, na zapestjih pa so podaljšane in obrobljene s posebno zaščito, ki preprečuje poškodbe pred trdimi brcami obuval. Uporabljajo se tudi ščitniki za golenice, genitalije in za zobe. V mečevanju pa uporabljamo posebno zaščitno obleko, zaščitno masko (kot pri sabljanju), več vrst palic in mečev ter posebne zaščitne rokavice. V Sloveniji je savate oprema na voljo pod znamko Rival, kjer so na voljo trenažni in tekmovalni artikli. Tako imamo tudi v Sloveniji predpisano opremo za borjenje v savatu: